# Syrittoxylota
Sous-genre
Syrittoxylota est un sous-genre du genre Chalcosyrphus , de diptères de la famille des Syrphidae, de la sous-famille des Eristalinae et de la tribu des Xylotini.

## Espèces
- Chalcosyrphus elegans (Hippa, 1985)